# Sweet Home
Sweet Home (яп. スウィートホーム «Милый дом») — компьютерная игра в жанрах survival horror и RPG, разработанная и изданная компанией Capcom. Выпущена в декабре 1989 года для консоли Famicom только в Японии. Сама игра основана на одноимённом фильме Киёси Куросавы, вышедшем в том же году.

## Сюжет
Сюжет Sweet Home основан на событиях фильма «Милый дом».
Тридцать лет назад, в 1959 году в своём огромном особняке исчезает знаменитый художник Исиро Мамия (яп. イチロー間宮), известный особым стилем рисования фресок. В 1989 году группа из пятерых кинодокументалистов проникает в заброшенный особняк, чтобы сфотографировать и восстановить эти фрески. Попав внутрь особняка, они оказываются заперты призраком таинственной женщины, угрожающим им смертью. Группа пытается выбраться из особняка, населённого различными монстрами. Члены команды выясняют, что тридцать лет тому назад двухлетний сын Исиро трагическим образом гибнет в мусоросжигателе, и жена Мамия, не смирившись с этой потерей, убивает нескольких детей для того, чтобы они стали друзьями для её погибшего сына. Вскоре после этого она кончает жизнь самоубийством и превращается в призрака. Главные герои, пробиваясь сквозь опасности, таящиеся в особняке, встречают жену Мамия в главном зале и в финальной битве побеждают её.

## Игровой процесс
Игра представляет собой классическую JRPG, в которой партия из приключенцев пытается добиться главной цели игры — выбраться из особняка. Каждый из членов команды обладает уникальными навыками и предметами, использование которых жизненно важно для продвижения по сюжету. Каждый из персонажей может носить, помимо основного предмета и оружия, ещё два предмета, которые могут быть необходимым для решения головоломок, встречающихся в особняке. Многие головоломки требуют уникальные умения сразу нескольких героев, поэтому смерть одного из них во время боя может привести к невозможности пройти игру.
Игра отличается сильной нарративной составляющей, не свойственной для игр Famicon/NES тех лет: повсюду в особняке разбросаны обрывки записей прежних владельцев дома, различные сцены, надписи на стенах и прочие элементы, раскрывающие сюжет по мере прохождения игры.

### Персонажи
- Кадзуо — лидер команды, обладающий зажигалкой. Может поджигать некоторые объекты, и наносить урон некоторым врагам.
- Таро — фотограф. Используя камеру, может фотографировать фрески (появляется подсказка), и наносить урон некоторым врагам.
- Акико — медик команды. Используя аптечку, устраняет любые вредные состояния.
- Асука — реставратор. Используя пылесос, может убирать с пола осколки стекла и сдувать пыль с фресок.
- Эми — дочь Кадзуо. Используя ключ, может открывать запертые двери.

## Разработка и выпуск

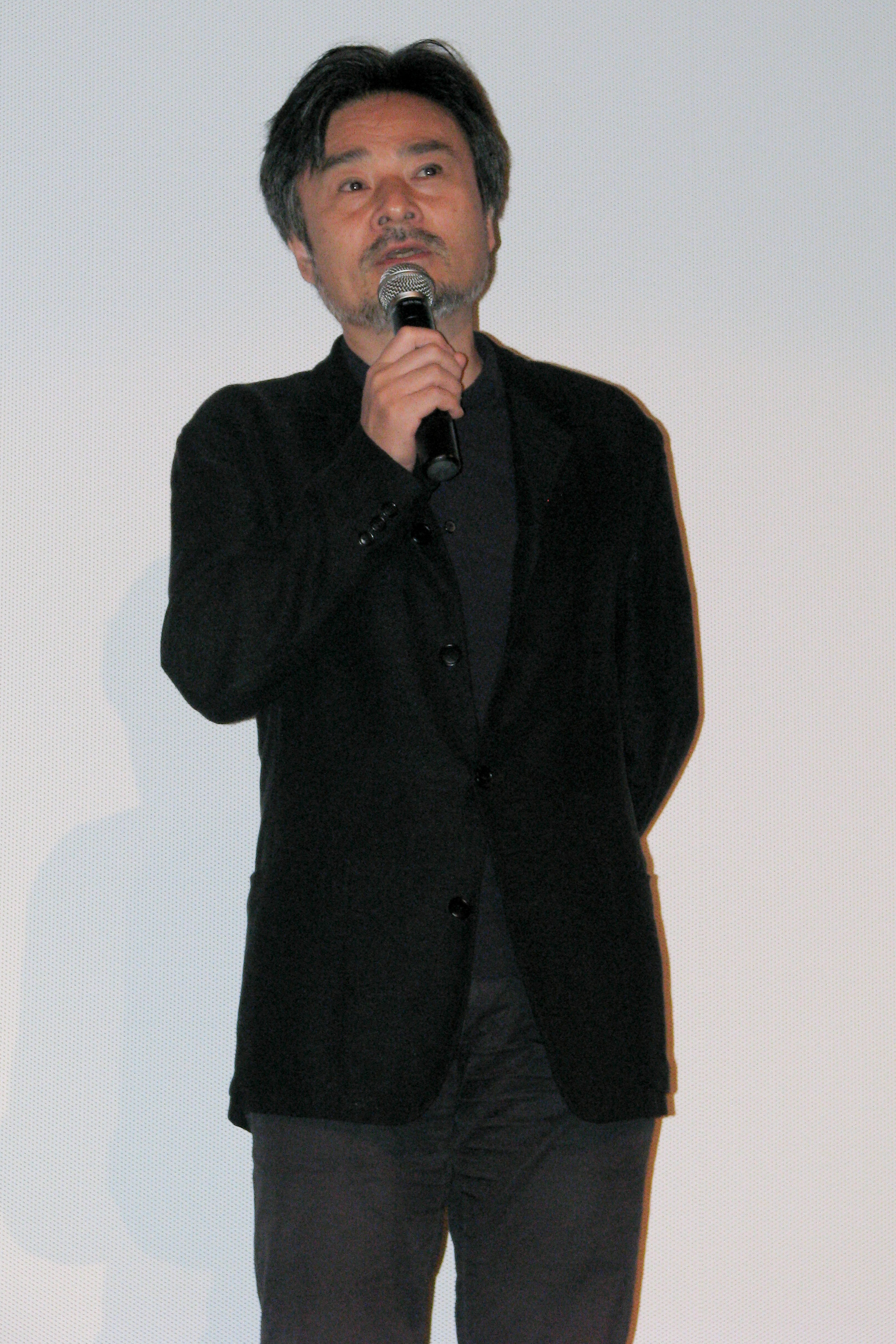
Режиссёр фильма «Милый дом» Киёси Куросава осуществлял творческий контроль при разработке игры

Разработку Sweet Home возглавил опытный гейм-дизайнер Capcom Токуро Фудзивара, до этого работавший над Ghosts 'n Goblins (1985), Commando (1985), Bionic Commando (1987), Mega Man 2 (1988) и Strider (1989). Sweet Home стала одной из первых игр Фудзивары, ориентированной на игровые консоли, до этого он работал преимущественно над проектами для аркадных автоматов.
Игра была основана на сюжете одноимённого фильма 1989 года. Исполнительный продюсер Джюдзо Итами и режиссёр фильма Киёси Куросава выступали в роли продюсера и супервайзера. Специально для предстоящей разработки Фудзивара посетил киностудию, занимавшуюся съёмками фильма и встретился с Куросавой. На встрече тот посоветовал гейм-дизайнеру не следовать буквально сюжету фильма, однако при этом многие идеи Фудзивары были им отброшены и не попали в игру по причине того, что они не укладывались в атмосферу фильма.
Sweet Home была выпущена для Famicom для японского рынка 15 декабря 1989 года. Игра получила в основном положительные отзывы у критики, журнал Famitsu присудил игре 28/40, многие даже сошлись на том, что сюжет игры в некоторых моментах был лучше фильма.
Западные критики, которым игра попала намного позже, посчитали, что мрачная атмосфера игры и нелицеприятные темы, связанные с убийством детей, стали основными причинами того, что игра так и не вышла для североамериканского рынка.

## Наследие
В ретроспективных обзорах западных изданий Sweet Home называется игрой, предвосхитившей жанр survival horror и оказавшей огромное влияние на родоначальника жанра — Resident Evil, определив многие её механики за много лет до выхода. Автор из Destructoid посчитал игру самой лучшей игрой для Famicom и одной из самых лучших, когда либо сделанных. Автор из Kotaku отметил, что Sweet Home сумела удачно объединить в себя элементы ролевого, приключенческого и хоррор-жанра. Автор Game Informer назвал игру культовой и самым значимым вкладом дизайнера Фудзивары в игровую индустрию. По его мнению, «весь жанр хоррор-игр в огромном долгу перед этой полузабытой восьмибитной игрой».
Элементы хоррора в Sweet Home были отмечены особо. По мнению рецензентов, игре удалось создать атмосферу проклятого особняка, даже несмотря на технические ограничения Famicom.

### Влияние наResident Evil
Sweet Home стала основой для игры Resident Evil, вышедшей семь лет спустя и положившей начало одноимённой медиафраншизе. Первоначально Resident Evil должна была стать ремейком оригинальной игры на более современной платформе.
Ведущим дизайнером новой игры стал Синдзи Миками, который работал под продюсерским началом всё того же Фудзивары. Хотя Capcom не смогла получить права на переиздание Sweet Home по фильму, и дизайнеры были вынуждены создать сюжет с нуля, итоговая игра получила многие элементы, встречавшиеся до этого в Sweet Home. Обе игры акцентировались на выживании с ограниченным местом в инвентаре персонажей. Сюжет обеих игр происходил в особняке с причудливой планировкой и также подавался с помощью записей, заметок и предметов, встречаемых по мере продвижения. Также обе игры предусматривают альтернативные концовки, зависящие от того, кто из действующих персонажей остался в живых. Другими легко узнаваемыми элементами были демонстрация кровавых и жестоких сцен, сцены открытия дверей, головоломки, исследование особняка и персонажи, обладающие уникальными предметами.
Влияние Sweet Home также можно проследить и в более поздних играх серии, например QTE, впервые появившиеся Resident Evil 4 (2005). Resident Evil 7 (2017) имеет сходный сюжет, в котором съёмочная группа пытается проникнуть в заброшенный особняк, за которым кроется трагическая судьба семьи, ранее жившей в нём.